# This Is Happening
This Is Happening je třetí studiové album americké hudební skupiny LCD Soundsystem. Vydáno bylo v květnu roku 2010 společností DFA Records. Nahráno bylo ve studiu Mansion v Los Angeles v letech 2009 a 2010. Deska byla věnována bubeníkovi Jerrymu Fuchsovi, který v roce 2009 zemřel. V hitparádě Billboard 200 se umístila na desáté příčce.

## Seznam skladeb
1. „Dance Yrself Clean“ (James Murphy) – 8:56
2. „Drunk Girls“ (Murphy, Gavin Russom, Pat Mahoney) – 3:42
3. „One Touch“ (Murphy, Russom, Nancy Whang) – 7:45
4. „All I Want“ (Murphy) – 6:41
5. „I Can Change“ (Murphy, Mahoney) – 5:55
6. „You Wanted a Hit“ (Murphy, Al Doyle) – 9:06
7. „Pow Pow“ (Murphy, Mahoney, Tyler Pope, Whang) – 8:23
8. „Somebody's Calling Me“ (Murphy) – 6:53
9. „Home“ (Murphy) – 7:53

## Obsazení
- James Murphy – zpěv, syntezátor, bicí automat, kytara, baskytara, bicí, perkuse, tleskání, klavír, omnichord, zvonkohra
- Al Doyle – kytara, syntezátor
- Pat Mahoney – bicí, zpěv
- Tyler Pope – baskytara
- Gavin Russom – syntezátor, zpěv
- Matt Thornley
- Nancy Whang – zpěv
- Matthew Cash – syntezátor
- Jason Disu – pozoun
- Jayson Green – zpěv
- Morgan Wiley – klavír